# 宗玄浩
宗玄 浩（そうげん ひろし 1983年 - ）は、富山県高岡市出身の写真家。

## 経歴
富山県高岡市出身。
2006年から4年間特別支援学校で勤務した後、2010年から1年半・世界50カ国の旅に出る。
帰国後は高校で教員をしながら、写真家としての活動を開始。
2021年3月に退職し、フォトグラファー・ライターとしての活動を始める。
2016年から旅の文章をテーマとした公募展「タビノコトバ」を主催する。

## 活動
2015年
- 個展「Usualdays」（横浜市）

2018年
- 個展「旅と夢」（東京都新宿区）

2020年
- 個展「Quiet Cuba」（東京都新宿区）

2023年
- 個展「ドリームクエスト 夢をたずねて世界を巡る旅」（富山市）

## 出版
- 『SEEKING QUIETNESS』Behind the gallery publishing　2020年2月
- 『ドリームクエスト 夢をたずねて世界を巡る旅』みらいパブリッシング　2023年4月